# متحف الدبابات
متحف الدبابات (بالإنجليزية: The Tank Museum) كان يُطلَق عليه سابقًا متحف بوفنغتون للدبابات هو متحف عسكري يقع في مُخيَّم بوفنغتون العسكري في دورست جنوب غرب إنجلترا، المملكة المتحدة. تأسّس عام 1947، ويعرِض مجموعة كبيرة من الدبّابات والمُدرَّعات يصل عددها إلى 300 من 26 دولة، ممّا يجعلها أكبر مجموعة دبّابّات معروضة في العالم وثالث أكبر مجموعة مُدرَّعات في العالم، بعضها يعود إلى فترة الحرب العالمية الأولى وحروب أخرى في العالم.

## تاريخ
قام الكاتب روديارد كيبلينج بزيارة مُخيَّم بوفنغتون العسكري في عام 1923، وقد أوصى بإنشاء متحف بعد مشاهدته للدبّابات التالفة التي تم إنقاذها في نهاية الحرب العالميّة الأولى. وبناءً على ذلك، فقد تم إنشاء سقيفة لإيواء المجموعة تلك، ولكن لم يتم فتحها لعامة الناس حتى عام 1947. قام جورج فورتي، الذي تم تعيينه مديرًا للمتحف في عام 1982، بتوسيع وتحديث المجموعة. لقد أنشأ المتحف قناة يوتيوب خاصّة به حول الدبابات في كانون الثاني/ يناير 2010.

## صور

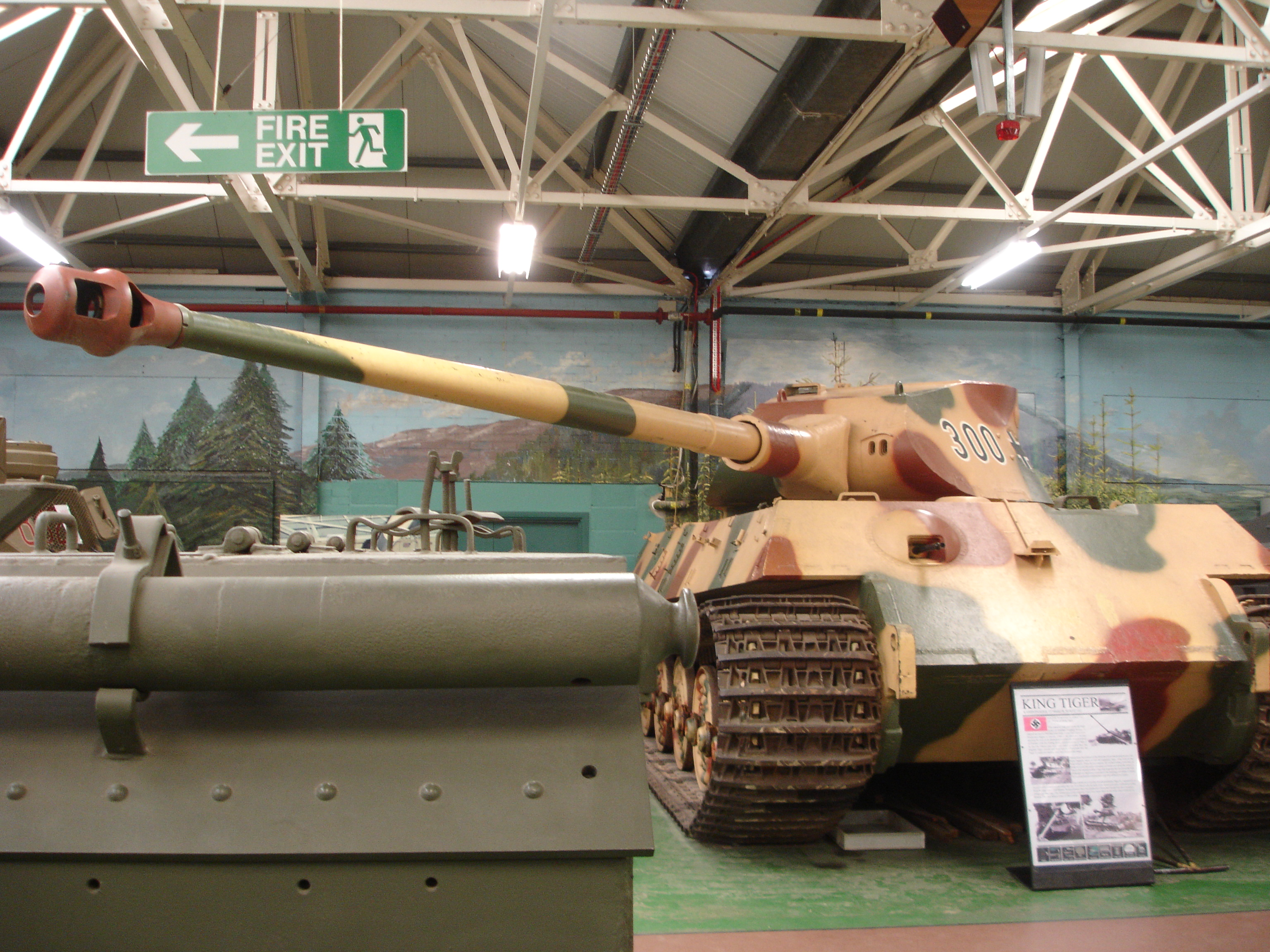
دبابة النمر 2 الألمانيّة
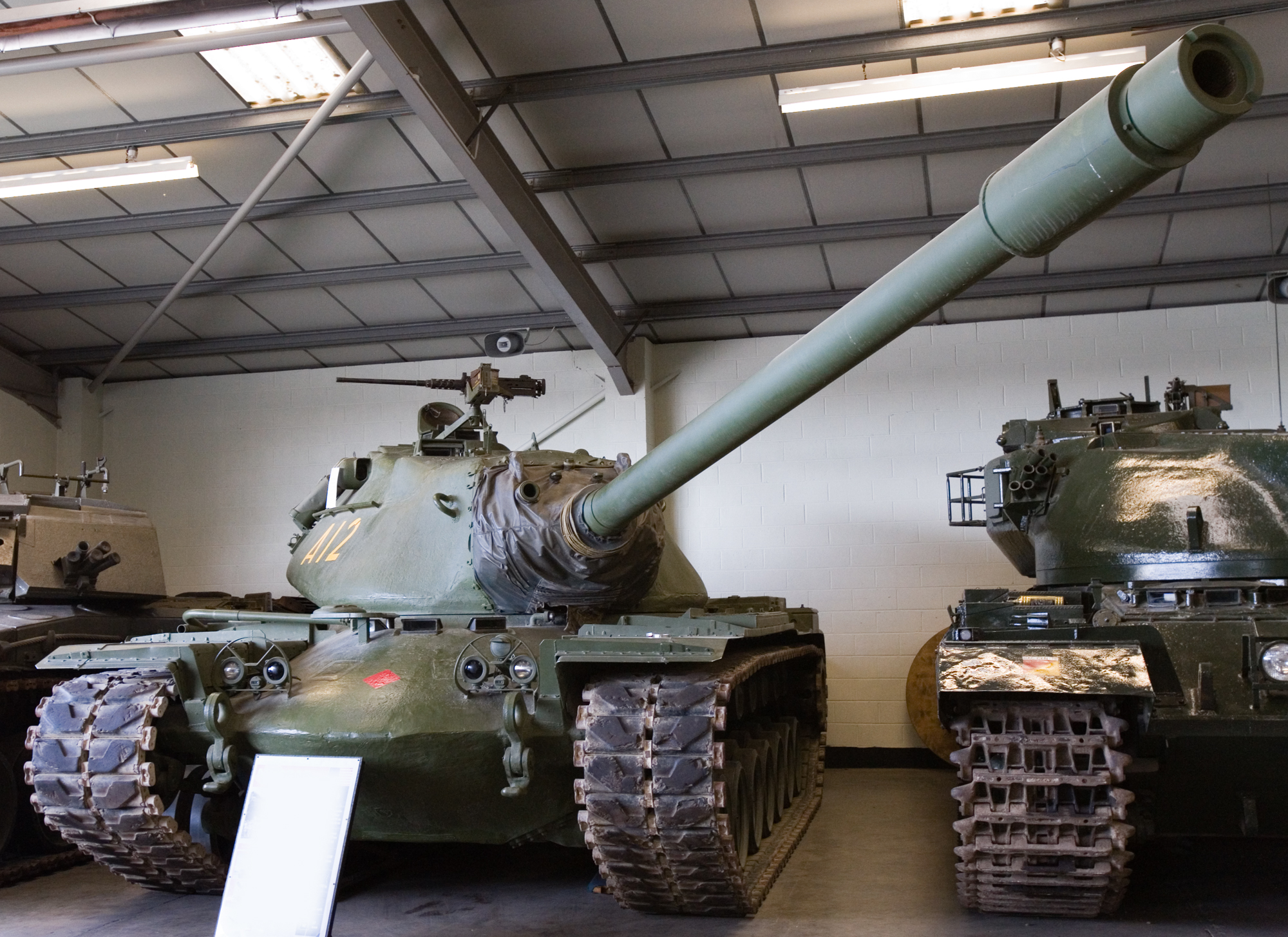
دبّابة إم 103 الثقيلة الأمريكيّة
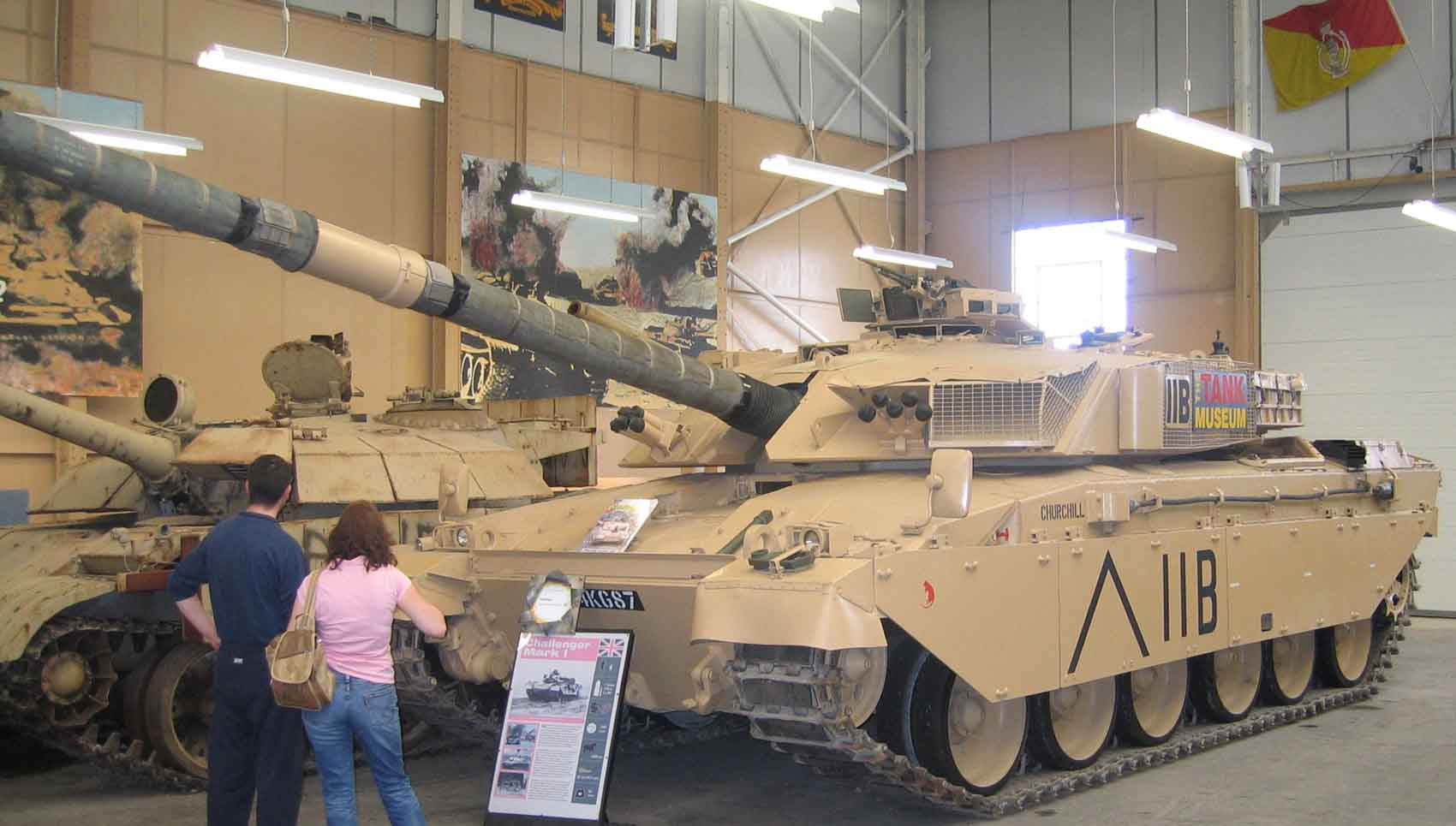
دبّابة 1 تشالنجر البريطانيّة

## وصلات خارجية
- الموقع الرسمي للمتحف (بالإنجليزية)